# Battlestar Galactica – Das Brettspiel
Battlestar Galactica – Das Brettspiel ist ein auf der gleichnamigen Fernsehserie des SciFi-Channels basierendes semikooperatives Brettspiel für 3–6 Spieler. Das Spiel erschien Anfang 2008 auf Englisch bei Fantasy Flight Games und im Februar 2009 auf Deutsch im Heidelberger Spieleverlag.

## Beschreibung
Die Hintergrundgeschichte basiert auf der ersten Staffel der Fernsehserie. Die Zylonenflotte hat nahezu die gesamte Menschheit vernichtet. Die Überlebenden suchen unter Führung des Museumsschiffs Galactica den Planeten Kobol. Die Flüchtenden haben mit schwindenden Ressourcen, Verrätern in den eigenen Reihen und der mächtigen Zylonenflotte zu kämpfen. Der besondere Reiz des Spiels liegt darin, dass die Spieler in zwei Teams – Menschen und Zylonen – gegeneinander antreten. Allerdings weiß kein Spieler von den anderen, zu welchem Team sie gehören. Die Teamzugehörigkeit kann sich während des Spiels auch ändern. Dieses Spielprinzip führt zu Misstrauen unter den Spielern und zu offenen Anklagen untereinander. Das Ziel der Menschen ist es, Kobol zu erreichen, während die Zylonen versuchen müssen, die Menschheit zu vernichten.

### Spielbrett
Auf dem Spielbrett sind die in verschiedene Orte eingeteilten Hauptschiffe Galactica und Colonial One sowie die Zylonenorte eingezeichnet. Jeder Ort erlaubt dem Spieler, der sich hierher begibt, eine spezielle Aktion, die auf dem Brett beschrieben ist. Außerdem gibt es vier Drehscheiben, mit denen der Stand der immer weiter schwindenden menschlichen Ressourcen angezeigt wird sowie diverse Ablagefelder und Zugleisten. Das Gebiet um die Galactica herum ist in sechs Sektoren aufgeteilt, in denen die taktischen Raumkämpfe stattfinden.

### Rollen
Jeder Spieler spielt eine von zehn aus der Serie bekannten Figuren. Diese sind in die Kategorien Politische Anführer, Militärische Anführer, Raumpiloten und technischer Support eingeteilt. Um eine gute Kombination an Fertigkeitskarten zu erhalten und um Raumkämpfe sinnvoll durchzuführen, sollten diese Rollen gleichmäßig verteilt sein. Jeder Spieler besitzt individuelle Fertigkeiten, zwei positive, von denen eine nur einmal im Spiel genutzt werden kann, sowie eine negative. Außerdem hat jeder Spieler eine unterschiedliche Kombination an Fertigkeitskarten, die er am Anfang seiner Runde ziehen kann. Zu bedenken ist, dass enttarnte Zylonen alle ihre Spezialfertigkeiten verlieren.
Außerdem gibt es als Spezialrollen noch den Admiral und den Präsidenten, die besondere Befugnisse haben.

### Karten
Die verschiedenen Kartendecks sind in sechs Kategorien eingeteilt.
Die Fertigkeitskarten stellen die am häufigsten benutzte Kartenkategorie dar und werden für Fertigkeits-Checks und Aktionen benötigt. Sie sind unterteilt in fünf Arten (Politik, Führerschaft, Taktik, Raumkampf und Technik) und tragen eine Zahl zwischen 1 und 5 sowie einen Kartentext für eine Aktion, die man durch Ausspielen der Karte ausführen kann.
Die Karten werden hauptsächlich für Fertigkeits-Checks gebraucht. Diese haben eine Zahl als Schwierigkeit sowie Kartenarten, die verlangt werden. Beim Fertigkeits-Check spielen alle Spieler reihum verdeckt so viele Karten aus, wie sie möchten, um gemeinsam die Krise zu bewältigen. Hinzu kommen zwei verdeckte Karten vom Schicksalsstapel, in dem sich anfangs von jeder Kartenart zwei befinden. Anschließend werden die Karten gemischt und die Zahlen auf den Karten der verlangten Art addiert. Nun wird die Zahlensumme auf den Karten der nicht verlangten Arten davon subtrahiert. Ist das Ergebnis größer oder gleich der verlangten Schwierigkeit, ist der Fertigkeits-Check gelungen, ist sie kleiner, ist er misslungen. Die Folgen von Erfolg oder Misserfolg sind beim Fertigkeitscheck angegeben. Fertigkeits-Checks sind die einfachste Möglichkeit für nicht enttarnte Zylonen, den Erfolg der Menschen zu sabotieren, indem sie hohe nicht verlangte Fertigkeitskarten ausspielen oder dem Fertigkeitscheck weniger Hilfe zukommen lassen, als sie eigentlich könnten.
Am Ende seines Zuges zieht jeder Spieler eine Krisenkarte vom entsprechenden Stapel, welche dann erfüllt werden muss. Diese Krisen sind meistens Fertigkeits-Checks, können aber auch Angriffe der Zylonenflotte oder Entscheidungen zwischen zwei Übeln, die meistens dem Admiral oder dem Präsidenten obliegen.
Die Loyalitätskarten bestimmen, welchem Team der Spieler angehört. In der Regel bekommt jeder Spieler am Anfang eine Loyalitätskarte und während der Schläferphase eine weitere. Ist mindestens eine dieser Karte eine Zylonenkarte, ist der Spieler ein Zylon. Zylonen haben mächtige Aktionen gegen die Menschen, wenn sie sich enttarnen und nicht eingesperrt sind. Zusätzlich gibt es im Spiel mit 4 oder 6 Spielern in der Schläferphase einen Sympathisanten, der abhängig vom Ressourcenstand entweder auf der Seite der Menschen oder auf der Seite der Zylonen kämpft. Spieler, die nur Karten besitzen, auf denen „Sie sind kein Zylon“ steht, sind zumindest solange Menschen, bis sie eine anderslautende Loyalitätskarte erhalten.
Jedes Mal, wenn ein Sprung der Flotte ausgelöst wird, obliegt es dem Admiral, die obersten zwei Zielortkarten zu ziehen und zu bestimmen, wohin die Reise geht. Die Zielortkarten haben eine Sprungweite angegeben sowie einen durchzuführenden Kartentext, meistens die Angabe eines Treibstoffverlusts durch den Sprung. Beträgt die Gesamtsprungweite mindestens 4, so tritt die Schläferphase ein, in der alle Spieler eine weitere Loyalitätskarte erhalten und evtl. vom Menschen zum Zylonen werden. Bei einer Gesamtsprungweite von mindestens 8 fehlt den Menschen nur noch ein weiterer Sprung, um Kobol zu erreichen und das Spiel zu gewinnen.
Jeder enttarnte Zylon bekommt einmalig eine Superkrisenkarte, die er während seines Zugs als Aktion ausspielen kann. Superkrisen sind deutlich schwieriger zu meistern als normale Krisen, und ihre Folgen sind deutlich fataler.
Der Präsident hat als einziger das Recht, Zwölferratskarten zu ziehen, die ihm beim Ausspielen besondere Aktionen gewähren.

### Raumschiffe
Es gibt verschiedene Typen von Raumschiffe, die im taktischen Kampf eingesetzt werden:
- Vipers sind menschliche Jäger, die entweder bemannt oder unbemannt sein können. Mit ihnen wird Jagd auf Zylonenschiffe gemacht.
- Zivilschiffe sind Marker, die angeben, wie viele Ressourcen den Menschen verloren gehen, wenn sie von Zylonenjägern zerstört werden. Die Menschen müssen diese Schiffe mit eigenen Vipers schützen.
- Raptoren sind Aufklärungsschiffe, die im Kampf nicht eingesetzt werden. Sie können riskiert oder geopfert werden, um den Menschen Ressourcen zurückzugeben.
- Zylonenjäger machen Jagd auf menschliche Zivilschiffe und greifen zunächst Vipers an.
- Schwere Jäger greifen nicht in den Raumkampf ein, sondern versuchen, zu den Landebuchten der Galactica zu gelangen, um dort aus Kampfrobotern, sog. Zenturionen, bestehende Enterkommandos abzusetzen. Gelingt es einem Enterkommando, bis in die Kommandozentrale der Galactica vorzudringen, ist das Spiel für die Menschen verloren.
- Basissterne dienen als Startort für die kleineren Zylonenschiffe und können außerdem die Galactica beschießen und beschädigen. Ist der Schaden zu groß, ist die Galactica zerstört und das Spiel für die Menschen verloren.

Die Zivilschiffe und Basissterne werden durch Marker aus Pappe dargestellt. Alle anderen Schiffe sind Miniaturen aus grauem Weichplastik, welche bei Bedarf mit Acrylfarbe bemalt werden können.
In der ersten Erweiterung „Pegasus“ sind zwei Basissterne aus jeweils zwei zusammengesteckten Kunststoffteilen enthalten. Die Basissterne aus Pappe werden dann nicht mehr benötigt.

### Spielweise
Die Spieler spielen reihum nach einem festen Schema. Zunächst werden die auf der Spielertafel angegebenen Fertigkeitskarten gezogen. Danach darf der Spieler an einen beliebigen zugänglichen Ort auf der Galactica oder Colonial One, oder im Falle von enttarnten Zylonen auf einen beliebigen Zylonenort ziehen und eine Aktion ausführen. Die Aktion kann entweder das Spielen einer Fertigkeitskarte, das Aktivieren eines Ortes (Durchführung der dort angegebenen Aktion) oder die eigene Spezialaktion sein. Zylonenorte erlauben beispielsweise das Aktivieren der Zylonenflotte oder das Spielen einer Superkrisenkarte, während die Orte auf der Galactica es erlauben, unbemannte Vipers zu aktivieren, die Waffensteuerung zu bedienen oder verdächtige Spieler anzuklagen und in die Brig zu werfen. Zusätzlich gibt es noch Aktionen, die nicht jedem Spieler offenstehen: in Vipers sitzende Raumpiloten dürfen gegnerische Schiffe angreifen, der Präsident darf Zwölferratskarten ausspielen, der Admiral darf eine von insgesamt zwei zu Beginn des Spiels verfügbaren Atombomben auf gegnerische Basissterne werfen, um diese noch effektiver zu zerstören, und nicht enttarnte Zylonen dürfen sich enttarnen und die Aktion auf ihrer Loyalitätskarte durchführen, sofern sie nicht in der Brig einsitzen. Nach der Aktion wird, außer bei Spielern in der Brig und enttarnten Zylonen, eine Krisenkarte gezogen und ausgeführt. Zum Schluss wirft der aktive Spieler Fertigkeitskarten über seinem Handkartenlimit ab, und der aktive Spieler wechselt im Uhrzeigersinn.

### Spielende
Die Menschen gewinnen, wenn sie Kobol erreichen, ohne dass eine Ressource auf Null gefallen ist. Die Zylonen gewinnen, wenn die Galactica zerstört oder erobert wird, oder wenn eine der Ressourcen am Ende eines Zuges auf Null gefallen ist.

### Erweiterungen

#### Pegasus
Die Pegasus-Erweiterung ergänzt das Basisspiel um viele neue Facetten. Es werden sieben neue Figuren der Serie (jeweils einen militärischen und politischen Führer, Piloten und Supporter und drei des neuen Typen Zylonenführer) sowie der mysteriöse Kampfstern Pegasus und veränderte Zylonenorte eingeführt. Es gibt als neue Art von Fertigkeitskarten Verrat, waghalsige Fertigkeitschecks, und Spielerfiguren können in der Luftschleuse exekutiert werden; stellt sich beim folgenden Loyalitätsbeweis heraus, dass es sich um einen Menschen handelte, führt dies zu einem Moralverlust, und der Spieler bekommt eine neue Spielfigur.
Statt Kobol wird als neuer Zielort Neu-Caprica eingeführt, bei der sich nach Erreichen des Ziels die Handlung auf die Gefangennahme der Menschen durch die Zylonen auf Neu-Caprica verschiebt. Die Menschen werden in ihrer neuen Kolonie von zylonischen Invasoren angegriffen und müssen sich so lange gegen diese verteidigen, bis die Galactica aus dem Orbit zurückkehrt. Währenddessen müssen von den Zylonen festgesetzte Zivilschiffe befreit und vor der Zerstörung gerettet werden. Nach Rückkehr der Galactica kann der Admiral jederzeit den Aufbruch der Flotte befehlen, jedoch werden zurückgelassene Menschen und Zivilschiffe exekutiert bzw. zerstört, was zu einem Verlust von Rohstoffen führt. Steht nach diesem letzten Sprung keine Ressource auf Null, ist das Spiel für die Menschen gewonnen.
Die Erweiterung ist Ende August 2009 auf Englisch erschienen. Die 2. Auflage ist Ende Oktober 2009 erschienen, eine deutsche Ausgabe wurde durch den Heidelberger Spieleverlag am 17. Dezember 2009 auf den Markt gebracht.

#### Exodus
Die zweite Erweiterung erhält vier weitere Charaktere (jeweils einen aus den vier Kategorien militärischer/politischer Führer, Pilot und Supporter). Außerdem gibt es von jedem der fünf Fertigkeitskarten drei weitere der Stärke 0, die einen Fertigkeits-Check erst nach dem Offenlegen beeinflussen können, sowie eine Karte der Stärke 6 mit entsprechend gewichtiger Aktion, wie zum Beispiel dem Ersetzen verbrauchter Atombomben. Neben diesen generellen Änderungen besteht die Exodus-Erweiterung aus drei optionalen Spielmodi, die beliebig (auch mit der Pegasus-Erweiterung) kombiniert werden können.
Die Zylonenflotte ersetzt die Angriffskarten und macht die taktischen Raumkämpfe anspruchsvoller. Dazu gibt es neben Admiral und Präsident die neue Titelkarte CAG, mit der Piloten mehr Einfluss auf das Geschehen nehmen können. Allerdings werden dem CAG dank neuer Krisenkarten auch schwerwiegende Entscheidungen abverlangt. Zylonenschiffe, die sich bei einem Sprung der Galactica noch auf dem Spielplan befinden werden auf einen zusätzlichen Spielplan verschoben, auf dem sich die Zylonenflotte für einen erneuten Angriff sammelt. Enttarnte Zylonen haben dort einen zusätzlichen Ort um die Bewegung der Zylonenschiffe zu kontrollieren. Piloten können auf die moderneren Viper MK VII zurückgreifen und die Wirkungsweise der Atombomben wurde modifiziert um der größeren Herausforderung gerecht zu werden.
Der Loyalitätskonflikt führt neue Loyalitätskarten ein und stellt Menschenspieler vor neue Herausforderungen, deren Bewältigung oft zweifelhafte Aktionen erfordert. Das Misstrauen untereinander wird dadurch noch weiter geschürt. Werden die persönlichen Ziele allerdings bis zum Ende des Spiels nicht erreicht, droht der Menschheit ein gefährlicher Verlust an Ressourcen. Außerdem kann es passieren, dass einige der legendären letzten Fünf unter den Menschen verweilen, deren Enttarnung drastische Konsequenzen nach sich ziehen wird.
Der ionische Nebel hingegen beschreibt einen neuen Zielort (wie Kobol bzw. Neu-Caprica), bei dessen Erreichen Teile der Crew unter Umständen an den Belastungen der Reise zerbrechen oder Zylonenmodelle, die sich gegen ihre Brüder richten, in die Box gesteckt werden. Die mentale Verfassung eines Charakters wird dabei durch Trauma-Token bestimmt, die jeder Spieler verdeckt vor sich liegen hat. Hat ein Mensch im Verlauf des Spiels zu viele negative Erfahrungen gemacht, ist er nicht mehr in der Lage, die Konfrontation im ionischen Nebel zu bewältigen. Während des Spiels bekommt man immer neue Token hinzu (z. B. durch einen Aufenthalt in der Brig oder Krankenstation), wobei es in besonderen Fällen sogar zum Tode des Charakters kommen kann.
Auf dem Spielplan verteilt liegen außerdem immer 3 von bis zu 35 Verbündeten, bei deren Begegnung sie je nach Laune entweder einen positiven oder negativen Effekt verursachen. Anschließend wird ein neuer Verbündeter ausgelegt, dessen Stimmung der aktive Spieler bestimmt, indem er ein Trauma-Token aus seinem Vorrat verdeckt auf den Verbündeten spielt. Hier wird also jeder Spieler vor das Dilemma gestellt, entweder einen eigenen negativen Token loszuwerden oder lieber einen positiven Effekt vom Verbündeten zu erzielen.
Während der Schlacht im ionischen Nebel erfährt jeder Spieler außerdem ein zusätzliches, prägendes Erlebnis, wie etwa die mysteriöse Rückkehr von Starbuck. Die Entscheidungen, wie diese Begegnungen bewältigt werden, können den Ausgang des Spiels noch im letzten Moment verändern.
Die Exodus-Erweiterung wurde im Januar 2011 veröffentlicht. Die deutsche Ausgabe ist Oktober 2011 erschienen.

#### Götterdämmerung (engl. Daybreak)
Götterdämmerung ist die dritte Erweiterung zu Battlestar Galactica und wurde im Jahr 2013 veröffentlicht.
Die Erweiterung bringt zusätzliche Spielbretter, zwölf neue Charaktere, 30 neue Krisenkarten, 25 neue Geschicklichkeitskarten, neue Missionen, eine Meuterer-Karte für das Loyalitätsdeck, einen neuen Zylonenanführer, mit neuen eigene Missionen. Götterdämmerung enthält auch Regeln und Komponenten für „Die Suche nach Heimat“, mit einem neuen Endspiel und einem neuen Spielbrett für die Demetrius, dem wichtigen Abwasseraufbereitungsschiff der Flotte.
Das Verräterkarten-Deck: Das in der Pegasus-Erweiterung eingeführte Verräter-Deck wird mit dieser Erweiterung erneuert. Das Verräterspiel durch den Ersatz dieser neuen Karten stark verbessert.
Die Angriffs-Raptoren: Diese Erweiterung enthält neue zusätzliche Miniaturen, welche einen eigenen Sprungantrieb haben. Vorteil ist, dass man als Pilot bei einem Sprung der Flotte im Raum bleiben und später hinterher springen kann.
Neue Skill- und Krisen-Karten: Die neuen Karten bieten sehr gute Optionen und vergrößern die Abwechslung.
Der Meuterer: Die Ideale Spieler-Anzahl für Galactica waren 5 Spieler. Weil bei geraden Anzahlen wie 4 oder 6 Spielern mit der „Sympatisantin“ gespielt wurde, waren nach ca. der Hälfte des Spiels (Schläfer-Phase) noch keine 2 Werte im roten Bereich, unterstütze dieser Sympathisant entweder die Menschen oder die Zylonen. Dieser Mitspieler hatte zum Teil weniger Handlungsoptionen, führte zu einer Spielweise, bei der die Menschen-Spieler zu Beginn bewusst schlechte Entscheidungen trafen, damit sie Werte in den roten Bereich bekommen. Dies wurde mit der neuen Meuterer-Karte geändert. Dieser spielt zwar auf der Seite der Menschen, ist aber mit dem System nicht einverstanden. Die Meuterer-Karten bieten immer einen Vorteil, besitzen aber auch immer einem Nachteil.
Der Zylonen-Anführer: Eine weitere Erweiterung der Pegasus-Expansion wird hiermit überarbeitet. Die Spielziele der bisherigen Zylonen-Anführer waren sehr unausgegoren und unbalanciert. In der neuen Version erhalten die Anführer zwei Zielkarten zu Beginn des Spiels und zwei weitere nach der Schläfer-Phase. Um das Spiel zu gewinnen, müssen sie von diesen Zielen drei erfüllt haben. Die Ziele sind entweder für die Menschen oder die Zylonen-Seite, der Anführer steht auf der Seite, für die er mehr Ziele erfüllt hat.
Neues Spielziel: die Suche nach der Erde: Wer die bisherigen Ziele mehrfach gespielt hat hiermit die Option auf ein neues schwierigeres für die Menschen. Die weitere Entfernung wird über ein weiteres neues Spielbrett, welches den Raumer Demetrius zeigt, spielerisch mit einem Missionsdeck mit vielen Aktionen kompensiert.

## Auszeichnungen
Das Spiel wurde bei der Verleihung des österreichischen Spielepreises Spiel der Spiele 2009 als Spiele Hit für Experten ausgezeichnet und wurde für den International Gamers Award 2009 nominiert. Weiter wurde das Spiel für den As d’Or – Jeu de l’Année 2010 nominiert.

## Überarbeitete Neuauflage
2021 erschien unter dem Namen Abgrundtief eine Adaption des Spieles, die an das Setting von Arkham Horror angelehnt ist, jedoch am Ozeandampfer SS Atlantica im Jahr 1913 spielt, also gut eine Dekade vor den übrigen Spielen der Serie.